# Радван, Тадеуш
Таде́уш Ра́дван (пол. Tadeusz Radwan; 27 июня 1945, Козинец — 25 октября 2003, Бельско-Бяла) — польский саночник, выступал за сборную Польши в конце 1960-х — начале 1970-х годов. Участник зимних Олимпийских игр в Гренобле, бронзовый призёр чемпионата Европы в зачёте двухместных саней, участник многих международных турниров и национальных первенств.

## Биография
Тадеуш Радван родился 27 июня 1945 года в деревне Козинец. Позже переехал в город Бельско-Бяла, где присоединился к местному спортивному клубу и освоил профессию саночника. На международном уровне дебютировал в 1967 году, побывал на чемпионате Европы в немецком Кёнигсзе, где занял двадцать третье место в одиночках и шестое в двойках, а также на чемпионате мира в шведском Хаммарстранде, где был девятым на одноместных санях и одиннадцатым на двухместных. Благодаря череде удачных выступлений удостоился права защищать честь страны на зимних Олимпийских играх 1968 года в Гренобле, планировал побороться здесь за медали, но расположился в мужском одиночном разряде лишь на двадцать второй позиции.
Несмотря на неудачу с Олимпиадой, Радван остался в основном составе национальной сборной и продолжил ездить на крупные международные турниры. Так, в 1971 году в паре Янушом Кравчиком он завоевал бронзовую медаль на европейском первенстве в австрийском Имсте. Также участвовал здесь в программе одноместных саней, но приехал к финишу только двадцать пятым. В этом же сезоне представлял страну на чемпионате мира в итальянской Вальдаоре, был шестым в двойках. Пытался пройти отбор на Олимпийские игры 1972 года, однако не выдержал конкуренцию и вынужден был отказаться от этой поездки. Вскоре принял решение завершить карьеру спортсмена, уступив место в сборной молодым польским саночникам. До конца жизни проживал в Бельско-Бяле, умер 25 октября 2003 года.